# Domenico Morosini
Domenico Morosini (Velence, 1080 – ?, 1156 vagy 1156. február) volt Velence harminchetedik dózséja. A Serenissima történetében Domenico a békítő uralkodó szerepét vállalta magára. Mind belpolitikájában, mint a köztársaság külügyeinek intézésében ezt állította első helyre. Ez persze szükségszerűvé is vált, hiszen a város fejlődését komolyan visszavetették a korábbi évek belviszályai és a szomszédos hatalmakkal folytatott háborúk.

## Belpolitikája
Domenicót 1147-ben választották meg a Velencei Köztársaság vezetőjének. Köztudottan az újítások híve volt, és a város nemeseinek körében az egyik legügyesebb politikus. Mindenki érezte, hogy Velencének elsősorban egy ilyen emberre lesz szüksége, hiszen a problémák még mindig nem simultak el. Az újdonsült dózse minden igyekezetével próbálta elrendezni elődjének, Polani dózsénak az uralkodási ideje alatt kitört nemesi zavargásokat. 

Ehhez azonban túl kellett esnie trónra lépése után az első nagy próbatételen. 1147-ben a dózse Görögországban, egy csatában halt meg, amelyet a bizánci kapcsolatok baráti jellegének megtartása miatt Velence I. Mánuel császár oldalán vívott a II. Roger, szicíliai király vezette normannok ellen. A háború nem ért véget a dózse halálával, és a város flottája az Adriai-tenger déli végeinél maradt. A dózse Polani két fiát, Naimerot és Giovannit nevezte ki a flotta parancsnokának, és 1147-ben a Peloponnészosz-félsziget egyik öblében, Matapanosznál győzelmet arattak az Antiókiai György által vezetett normann hadak felett. A győzelmes dózse így sokkal nagyobb presztízzsel nézett szembe a háborgó nemesekkel.
A győzelem Bizánc háláját is meghozta, amely a konstantinápolyi kereskedőnegyed jogainak kiszélesítésével járt. Domenico úgy határozott, hogy a negyed jogainak szétosztását a velencei nemesi családok megbékéléséhez kötötte. A nemesek lehiggadását az is elősegítette, hogy a gyűlölt Pietro Polani dózse két gyermeke vitte győzelemre a velencei flottát, amely így lehetővé tette számukra vagyonuk gyarapítását. Domenico az állami kincstár vagyonából újjáépíttette a Dandolo család palotáját, és a Badoereknek is megengedte a visszatérést Velencébe és kártalanította is őket az elszenvedett sértések és veszteségek miatt. Naimero Polani admirális pedig feleségül vette Enrico Dandolo, gradói pátriárka (aki Olivolo szigetére helyezte át székhelyét) unokáját. Ezzel végleg helyreállt a rend és a béke a velencei belpolitikában.
Domenico igyekezett megerősíteni az új intézményeket, de csak a béke után, mivel azok csak gátolták volna a dózse akaratát az első években. A Bölcsek Tanácsa és a kommunák is lassan magukhoz tértek a viszályok után.

## Külpolitikája
Domenico személyisége és a belügyekben elért eredményei rányomták jótékony bélyegüket Velence külpolitikájára is. A dózse higgadt és okos politikájával az Európa erőszakos és érdekkövető államaként ismert Velencét békékkel és nemzetközi egyezményekkel mérsékeltebbé tette, ami nagy előnyt jelentett a két nagyhatalom szemében. A Német-római Birodalom és Bizánc is üdvözölte a békéket, és főként a nyugat több engedményt adott a város kereskedőinek.

Enrico pátriárka közbenjárásának eredményeként Itália egyik legnagyobb hatalma, a római Szentszék visszavonta a város és a dózse kiátkozását. Ez újabb kereskedelmi útvonalakat nyitott meg Velence előtt. III. Jenő pápa a béke megteremtéséért, és Velence római kapcsolatainak helyreállításáért a dominator Marchie címet ajándékozta Domeniconak, amely Szent Márkra utalva Márk országának uralkodóját jelölte.
A két nagyhatalom nyomására Domeniconak békét kellett kötnie a város nagy riválisaival is. Ezért Genovával és Pisával tárgyalni kezdtek, és elsőként megegyeztek a konstantinápolyi kereskedőtelepekben, Velence elengedte a két várost sújtó adókat a bizánci fővárosban. Később a végleges megbékélés érdekében Domenico tárgyalásra vitte a három kereskedőváros másik nagy vitapontját, Dalmáciát. Velence szabad kereskedelmet hirdetett az Adria keleti partján álló dalmát kikötőkkel. (Igaz, hogy ekkoriban a dalmát városok nagy részét Magyarország uralta.) Ezek az egyezmények biztosították a Serenissima békéjét, és nyugodt gyarapodását.
1156-ban halt meg a békehozó dózse. Holttestét a San Croce kolostorban helyezték örök nyugalomra.